# Lokalna samouprava
Lokalna samouprava je autonomni sustav upravljanja lokalnim zajednicama na užim dijelovima državnog teritorija. Razvijenost lokalne samouprave je i jedan od uvjeta demokracije i pravne države. Samouprava u lokalnim zajednicama obično je propisana ustavom.